# Davao Region
Davao Region (ook wel Regio XI) is een van de 17 regio's van de Filipijnen. Het regionale centrum is Davao City. Volgens de laatste officiële telling uit 2000 had de regio een inwonertal van 3.676.163 mensen verdeeld over een oppervlakte van 19.671,8 km². 

## Geografie

### Bestuurlijke indeling
Davao Region is onderverdeeld in vier provincies en één onafhankelijke stad.

#### Provincies
- Davao de Oro
- Davao del Norte
- Davao del Sur
- Davao Occidental
- Davao Oriental

Deze provincies zijn weer onderverdeeld in 4 steden en 44 gemeenten.

#### Stad
- Davao City